# Convención relativa a las Exposiciones Internacionales
La Convención relativa a las Exposiciones Internacionales, conocida también como Convenio relativo a las Exposiciones Internacionales, es un tratado internacional firmado el 22 de noviembre de 1928, en París, Francia, que regula principalmente la calidad y frecuencia de las exposiciones internacionales, y da origen a la Oficina Internacional de Exposiciones. 

## Origen de la Convención relativa a las Exposiciones Internacionales
A partir de la exposición internacional de Londres en 1851, y durante más de 70 años, los países compitieron entre sí para montar exposiciones internacionales en sus territorios y atraer la participación de otros países, lo que fue resultando en un perjuicio para todos los involucrados, por la frecuencia con la que tenían que invertir grandes cantidades de dinero y la falta de certeza en cuanto a la regulación y potencial de éxito de cada evento. 
La frecuencia de las exposiciones internacionales se tornó excesiva, las autoridades nacionales carecían de capacidad para controlar los detalles de la organización, y la reglamentación, además de insuficiente, variaba de un país a otro. Esta situación hizo necesaria la creación de un instrumento legal que estableciera criterios claros, principalmente en lo que respecta a la frecuencia y a la calidad de las exposiciones internacionales.
Existieron algunos intentos para crear mecanismos de regulación anteriores a la Convención relativa a las Exposiciones Internacionales. Uno de ellos fue el Comité Francés de Exposiciones, creado en 1902. Hacia 1908 existían ya organismos similares en Alemania, Austria, Bélgica, Dinamarca, Hungría, Italia, Japón, Países Bajos y Suiza. Por su carácter nacional, los encuentros entre estos comités dieron lugar a diferendos que tuvieron que resolverse con la creación de una Federación de Comités Permanentes, cuya primera reunión tuvo lugar en 1907, en París, Francia. En su segunda reunión, esta vez en Bruselas, Bélgica, en 1908, la Federación logró crear una serie de doctrinas relativas a las exposiciones internacionales y acordó una tercera reunión, programada para mayo de 1910 en Berlín, Alemania. Esta tercera cita, que se retrasó hasta octubre de 1912, sentó las bases de una convención internacional basada fundamentalmente en dos proyectos, uno francés y otro alemán. La Primera Guerra Mundial impidió que se firmara este primer acuerdo, y provocó, además, que las pláticas se suspendieran indefinidamente.

## Redacción y entrada en vigor
En 1925, el Comité Francés de Exposiciones convocó nuevamente a los demás comités, pero los únicos que habían sobrevivido a la guerra fueron los de Bélgica y Suiza. En enero de 1928, el gobierno de Francia envió una invitación a los países con los cuales mantenía relaciones diplomáticas para continuar con los trabajos de una convención relativa a las exposiciones internacionales.
El 22 de noviembre de 1928, en París, Francia, 21 países firmaron la Convención relativa a las Exposiciones Internacionales. El 17 de diciembre de 1930 se completó el depósito de las ratificaciones  de siete de los países firmantes, y un mes después, el 17 de enero de 1931, entró en vigor para convertirse en el instrumento legal que hasta la fecha regula a las exposiciones internacionales. Desde entonces, el Gobierno de Francia es el depositario de la Convención y de los instrumentos de adhesión. 
Al 1 de diciembre de 2011, 157 países están adheridos a la Convención relativa a las Exposiciones Internacionales.

## Protocolos y enmiendas
En su evolución, la Convención relativa a las Exposiciones Internacionales ha sido enmendada y complementada con los siguientes instrumentos, principalmente en temas relacionados con las categorías de las exposiciones, su duración y frecuencia:
- Protocolo del 10 de mayo de 1948.
- Protocolo del 16 de noviembre de 1966.
- Protocolo/enmienda del 30 de noviembre de 1972.
- Enmienda del 24 de junio de 1982.
- Enmienda del 31 de mayo de 1988.